# 卡珊德拉冰原島峰
64°27′S 63°24′W / 64.450°S 63.400°W
卡珊德拉冰原島峰（英語：Cassandra Nunatak），是南極洲的冰原島峰，位於葛拉漢地的昂韋爾島北部，海拔高度425米，處於伊利亞德冰川終點東面，現時由南極條約體系管理。